# Jungle Brothers
A Jungle Brothers trió 1987-ben alakult meg New Yorkban. Zenéjük a hiphop, house, és dzsessz egyedi fúziója. Lemezeiket a Warlock Records, Warner Bros. Records, Gee Street Records/V2 Records/BMG Records, XYZ Records kiadók dobják piacra. Pályafutásuk alatt 8 nagylemezt jelentettek meg, melyből a második bekerült az 1001 lemez, amit hallanod kell, mielőtt meghalsz című könyvbe is. Ezeken kívül még egy válogatáslemez került ki a házuk tájáról. A zenekar része volt a Native Tongues rap-előadók csoportosulásának, ahonnan a népszerű A Tribe Called Quest és De La Soul együttesek is származnak. 2009-ben Magyarországon is felléptek, a Corvintetőn.

## Tagok
- Mike Gee
- Sammy B
- Afrika Baby Bam

Korábbi tagok
- Torture

## Diszkográfia
- Straight out the Jungle (1988)
- Done by the Forces of Nature (1989)
- J Beez Wit the Remedy (1993)
- Raw Deluxe (1997)
- V.I.P. (2000)
- All That We Do (2002)
- You in My Hut Now (2003)
- This Is... (válogatáslemez, 2005)
- I Got You (2006)
- Keep It Jungle (2020)